# Sibley (Iowa)
Sibley es una ciudad ubicada en el condado de Osceola en el estado estadounidense de Iowa. En el Censo de 2010 tenía una población de 2798 habitantes y una densidad poblacional de 641,9 personas por km².

## Geografía
Sibley se encuentra ubicada en las coordenadas 43°24′5″N 95°44′38″O / 43.40139, -95.74389. Según la Oficina del Censo de los Estados Unidos, Sibley tiene una superficie total de 4.36 km², de la cual 4.36 km² corresponden a tierra firme y (0%) 0 km² es agua.

## Demografía
Según el censo de 2010, había 2798 personas residiendo en Sibley. La densidad de población era de 641,9 hab./km². De los 2798 habitantes, Sibley estaba compuesto por el 93.1% blancos, el 0.29% eran afroamericanos, el 0.25% eran amerindios, el 0.46% eran asiáticos, el 0% eran isleños del Pacífico, el 5.22% eran de otras razas y el 0.68% pertenecían a dos o más razas. Del total de la población el 11.44% eran hispanos o latinos de cualquier raza.